# Oceania Nations Cup 2010
Oceania Handball Nations Cup 2010, var det fjerde officielle oceaniske håndboldmesterskab for herrer. Det blev afholdt fra den 8.-10. maj, 2010 i New Zealand. Det fungerede også som kvalifikationsturnering til VM 2011. Alle kampene blev spillet i Te Rauparaha Arena. Tre hold deltog i turneringen Australien, Cookøerne og New Zealand. Turneringen blev spillet i robin-systemet hvor anden og tredje runde, foregik i en kamp på den samme dag.New Zealand fik en pris for bedste sportsånd under turneringen.

## Gruppe
| Team        | P | W | T | L | GF  | GA  | GD   | Point |
| ----------- | - | - | - | - | --- | --- | ---- | ----- |
| Australien  | 4 | 4 | 0 | 0 | 147 | 53  | +94  | 8     |
| New Zealand | 4 | 2 | 0 | 2 | 100 | 93  | +7   | 4     |
| Cookøerne   | 4 | 0 | 0 | 4 | 53  | 154 | -101 | 0     |

## Kampe
| 8. maj 2010 10:30 | Australien | 41-13  | Cookøerne             |  |
| 8. maj 2010 10:30 | Kelly 7 | (16-3) | Zimmerman, Johannes 4 |  |
| 8. maj 2010 10:30 | https://sites.google.com/a/ochf.org/ochf/calendar/oceania-wc-qualification-tournament/2010-05-08-AUSvCKI-IHFmatchreport.pdf?attredirects=0 |        |                       |  |

| 8. maj 2010 19:00 | Australien | 30-17  | New Zealand |  |
| 8. maj 2010 19:00 | Blondell, Kelly 6 | (17-7) | Nathell 5   |  |
| 8. maj 2010 19:00 | https://sites.google.com/a/ochf.org/ochf/calendar/oceania-wc-qualification-tournament/2010-05-08-AUSvNZL-IHFmatchreport.pdf?attredirects=0 |        |             |  |

| 9. maj 2010 10:30 | New Zealand | 16-30  | Australien |  |
| 9. maj 2010 10:30 | Fitzpatrick 4 | (6-15) | Blondell 8 |  |
| 9. maj 2010 10:30 | https://sites.google.com/a/ochf.org/ochf/calendar/oceania-wc-qualification-tournament/2010-05-09-NZLvAUS-IHFmatchreport.pdf?attredirects=0 |        |            |  |

| 9. maj 2010 19:00 | Cookøerne | 21-36  | New Zealand |  |
| 9. maj 2010 19:00 | Robinson 9 | (7-23) | McKay 9     |  |
| 9. maj 2010 19:00 | https://sites.google.com/a/ochf.org/ochf/calendar/oceania-wc-qualification-tournament/2010-05-09-CKIvNZL-IHFmatchreport.pdf?attredirects=0 |        |             |  |

| 10. maj 2010 10:30 | Cookøerne | 7-46   | Australien   |  |
| 10. maj 2010 10:30 | John 4 | (4-22) | Stojanovic 8 |  |
| 10. maj 2010 10:30 | https://sites.google.com/a/ochf.org/ochf/calendar/oceania-wc-qualification-tournament/2010-05-10-CKIvAUS-IHFmatchreport.pdf?attredirects=0 |        |              |  |

| 10. maj 2010 19:00 | New Zealand | 31-12  | Cookøerne     |  |
| 10. maj 2010 19:00 | Nathell, McKay, Whatman 6 | (17-5) | Stojanovic 10 |  |
| 10. maj 2010 19:00 | https://sites.google.com/a/ochf.org/ochf/calendar/oceania-wc-qualification-tournament/2010-05-10-NZLvCKI-IHFmatchreport.pdf?attredirects=0 |        |               |  |

## Placeringer
| Plac. | Hold        |
| ----- | ----------- |
| 1     | Australien  |
| 2     | New Zealand |
| 3     | Cookøerne   |

## Målscorer
Turneringens topscorer var James Blondell fra Australien. Blondell scorede 22 mål i hele turneringen. Andenpladsen blev taget af ex aequo Tommy Fletcher fra Australien og Tim Nuthall fra New Zealand. Begge scorede 17 mål. Med 16 mål gik tredjepladsen til Daniel Kelly, Luka Krajnc, Bojan Stojanovic (alle Australien) samt Tom McKay (New Zealand). Spillere der havde scoret mere end 10 mål var Michael Thomas (15), Ognjen Matic (14) – Australien, Patrick Whatman (14), Evan Clare (11) – New Zealand og Gene Robinson (12) og Peter John (11) – Cookøerne.